# Hetaerina infecta
Hetaerina infecta – gatunek ważki z rodziny świteziankowatych (Calopterygidae). Występuje na terenie Ameryki Środkowej.